# Karla Álvarez
Pour les articles homonymes, voir Álvarez.
Karla Mercedes Álvarez Báez (née le 15 octobre 1972 à Mexico et morte le 15 novembre 2013  dans la même ville) est une actrice mexicaine.

## Biographie
Karla Álvarez est morte d'une crise cardiaque, le 15 novembre 2013 à son domicile de Mexico,.

## Filmographie

### Télévision

#### Telenovelas
| Année     | Titre                      | Rôle                                            | Chaîne                |
| --------- | -------------------------- | ----------------------------------------------- | --------------------- |
| 1992      | María Mercedes             | Rosario Muñoz                                   | Televisa              |
| 1993-1994 | Buscando el paraíso        | Andrea                                          | Televisa              |
| 1994      | Prisionera de amor         | Karina Monasterios                              | Televisa              |
| 1994-1995 | Agujetas de color de rosa  | Isabel                                          | Televisa              |
| 1995-1996 | Acapulco, cuerpo y alma    | Julia García                                    | Televisa              |
| 1996-1997 | Mi querida Isabel          | Isabel Rivas                                    | Televisa              |
| 1998      | La mentira                 | Virginia Fernández-Negrete de Fernández-Negrete | Televisa              |
| 1999      | Alma rebelde               | Rita Álvarez                                    | Televisa              |
| 1999-2000 | Mujeres engañadas          | Sonia Arteaga                                   | Televisa              |
| 1999-2000 | Cuento de Navidad          | Míriam                                          | Televisa              |
| 2001      | La intrusa                 | Violeta Junquera Brito                          | Televisa              |
| 2002-2003 | ¡Vivan los niños!          | Jacinta                                         | Televisa              |
| 2004-2005 | Inocente de ti             | Aurora                                          | Televisa et Univision |
| 2006      | Heridas de amor            | Florencia San Llorente de Aragón                | Televisa              |
| 2008      | Las tontas no van al cielo | Paulina de López-Carmona                        | Televisa              |
| 2008-2009 | Un gancho al corazón       | Regina                                          | Televisa              |
| 2009-2010 | Camaleones                 | Ágatha Menéndez                                 | Televisa              |
| 2012-2013 | Qué bonito amor            | Irasema                                         | Televisa              |

#### Émissions
- 1996-1997 : Mujer, casos de la vida real (Televisa)
- 2003 : Big Brothers VIP : Elle-même (9e éliminée)
- 2004 : Dìa de perros : Elle-même

### Cinéma
| Année | Film            | Rôle | Réalisateur |
| ----- | --------------- | ---- | ----------- |
| 2007  | La santa muerte | Rubí |             |

## Théâtre
- 1994 : Engáñame si puedes
- 2002 : La Casa de los Líos